# 혜원 (1984년)
혜원(본명: 문혜원, 1984년 11월 15일 ~ )은 대한민국의 가수이다. 2007년 소나기 프로젝트의 객원보컬로 활동했으며, 2008년에 윈터플레이 1집 《Choco Snow Ball》로 정식 데뷔하였다. 삼성 세탁기 광고에 삽입된 곡인 <<Happy Bubble>> 을 통해 많은 사랑을 받았으며 2016년 윈터플레이를 탈퇴한 이후 활동명을 MOON(혜원)으로 바꾸고 2018년 2월 일본에서, 3월 한국, 홍콩에서 재즈 명가 레이블 버브(Verve)를 통해 한국인 최초로 솔로 데뷔 앨범을 발표하였다. 이후 일본 아이튠즈 재즈 차트에서 1위를 하고 홍콩에서는 팝 차트에서 1위를 하며 성공적인 솔로 데뷔를 마쳤다. 2022년 1집 <Kiss Me>에 실려 있는 <Quando ,Quando, Quando>가 드라마 <우리들의 블루스>에 삽입되면서 다시 한 번 큰 인기를 누렸다. 2024년 일본의 레전드 재즈 피아니스트 야마모토 츠요시와 함께 협업 앨범 <Midnight Sun>을 발표하며 한일 합작 음반을 완성하였다. 일본, 홍콩, 태국에서 특히 인기가 높으며 솔로 데뷔 이후 작사, 작곡, 프로듀싱까지 스스로 해내며 재즈 싱어송라이터로 자리매김하고 있다

## 학력
- 단국대학교 생활음악학과 학사
- 단국대학교 문화예술대학원 대중음악 석사과정 수료

## 음반
윈터플레이
- 2008년 1월 23일 1집 《Choco Snow Ball》
- 2008년 9월 9일 디지털 싱글 〈Happy Bubble (해피 버블)〉
- 2008년 11월 4일 〈Happy Snow Bubble〉
- 2009년 7월 1일 스페셜 앨범 《Hot Summerplay》
- 2010년 9월 14일 《Touche Mon Amour》
- 2012년 12월 7일 〈Just This Christmas〉
- 2013년 6월 17일 〈궁중잔혹사 - 꽃들의 전쟁 OST Part 2〉
- 2013년 7월 17일 3집 《Two Fabulous Fools》
- 2014년 12월 5일 디지털 싱글 〈하얀겨울〉

개인 음반
- 2012년 9월 25일 싱글 〈You Are My Sunshine〉
- 2014년 6월 17일 〈유나의 거리 OST Part 2 - 함정〉
- 2018년 2월 7일 1집 <Kiss Me>
- 2019년 2월 6일 싱글 <'S Wonderful>
- 2019년 7월 10일 2집 <Tenderly>
- 2020년 6월 30일 싱글 <Let it flow>
- 2020년 10월 23일 싱글 <Part time dreamer>
- 2021년 3월 26일 3집 <Chromatic Paradise>
- 2021년 11월 10일 싱글 <Christmas Swing>
- 2022년 4월 20일 싱글 <Spring Bird>
- 2022년 11월 14일 싱글 <One Snowy Day-눈 내리던 어느 날>
- 2023년 4월 26일 4집 <Beyond the moon>
- 2024년 4월 24일 컬래버레이션 앨범 MOON Haewon with Tsuyoshi Yamamoto <MIdnight Sun>
- 2024년 9월 25일 싱글 <Madam Lie>
- 2024년 10월 2일 컬래버레이션 앨범 MOON Haewon with Tsuyoshi Yamamoto <Holiday gift from MOON>
- 2025년 2월 19일 싱글 <Rainy Thursday>

## 수상
- 일본 '재즈비평(Jazz Critique Magazine)' '재즈 오디오 디스크 어워즈' '2024 베스트 보컬앨범' 수상,  <Midnight Sun> https://sports.khan.co.kr/article/202503061920003?pt=nv